# Спінето-Скривія
Спінето-Скривія (італ. Spineto Scrivia, п'єм. Spinegh) — муніципалітет в Італії, у регіоні П'ємонт,  провінція Алессандрія.
Спінето-Скривія розташоване на відстані близько 440 км на північний захід від Рима, 100 км на схід від Турина, 22 км на південний схід від Алессандрії.
Населення — 343 особи (2014).
Щорічний фестиваль відбувається 25 липня. Покровитель — San Giacomo apostolo.

## Демографія
Населення за роками:

Станом на 1 січня 2023 року в муніципалітеті офіційно проживали 44 іноземці з 15 країн, серед них 20 громадян країн Євросоюзу та 3 громадяни України.

## Сусідні муніципалітети
- Карбонара-Скривія
- Падерна
- Тортона
- Віллароманьяно